# Jens Salumäe
Jens Salumäe (Saku, 1981. március 15.) észt síugró. 181 centiméter magas, 67 kilogramm tömegű.
2002 februárjában indult a Salt Lake City-beli olimpián, a nagysáncon 49. lett. A 2004-es sírepülő-világbajnokságon, Planicán 25. lett.
A Világkupában a 2002–03-as szezon eleje óta versenyez. Akkor összetettben 82. lett  ponttal. 2003 novemberében 21. volt Kuusamóban, ez idáig a legjobb helyezése. A következő idényekben is rendre szerzett egy pár pontot (2005-ben egyet sem), A legjobb eredményt a 2005-06-os szezonban érte el, amikor 59. lett 16 ponttal.
A 2006. évi téli olimpiai játékokon Salumäe a közép- és a nagysáncon is indult, középsáncon 32. lett, nagysáncon viszont 23. helyezést ért el. Válogatottat az észtek nem indítottak.
A 2006. nyári Grand Prix-sorozatban is indult: Zakopanéban, vegyes mezőny előtt (a finnek például senkit nem indítottak) 36. lett; Kranjban viszont 15, ez volt a legjobb eredménye: Klingenthalban 32. lett, Oberhofban diszkvalifikálták. A Grand Prix után az észt bajnokságban, Otepaában, 76-os középsáncon első lett Jaan Juris előtt.
A 2006–2007-es idény első versenyén, Kuusamóban 30. lett, ezzel eddig 1 pontja van az összetettben.
Salumäe jelenleg a Puijon Hiihtoseura csapatánál edz Kuopióban (Finnország). A nemzeti válogatott A-keretének már évek óta tagja, edzője Hillar Hein. Atomic síléceket használ.
Egyelőre még nőtlen.

## Világkupa
| Szezonok | Helyezés | Pontszám |
| -------- | -------- | -------- |
| 2002-03  | 82.      | 2        |
| 2003-04  | 66.      | 10       |
| 2004-05  | –        | 0        |
| 2005-06  | 59.      | 16       |